# تراویز تی فلوری
تراویز تی فلوری (انگلیسی: Travis T. Flory؛ زادهٔ ۲۴ مهٔ ۱۹۹۲) یک هنرپیشه اهل ایالات متحده آمریکا است. وی از سال ۱۹۹۹ میلادی تاکنون مشغول فعالیت بوده‌است.